# Инхело
Инхело (Новое Инхело) — село в Ахвахском районе Дагестана Россия. Входит в Верхнеинхвелинское сельское поселение.

## Географическое положение
Село расположено на территории Хасавюртовского района в 24 км к северу от города Хасавюрт на канале Кутанский. С юга непосредственно граничит с селом Кирпич-Кутан.

## История
Образовано указом ПВС ДАССР от 17.08.1989 г, на месте кутана землях отгонного животноводства Ахвахского района.

## Население
| 2002 | 2010 | 2021  |
| ---- | ---- | ----- |
| 796  | ↗838 | ↗1179 |